# N/S Concord
N/S Concord är en oljetanker byggd av Hyundai Heavy Industries i Ulsan, Sydkorea år 2005. Fartyget som ägs av det ryska rederiet Novoship seglar under liberiansk bekvämlighetsflagg.
Fartyget uppmärksammades av svensk media i samband med Underrättelseoperationen i Stockholms skärgård 2014. Fartyget misstänktes vara moderfartyg för de miniubåtar som misstänktes befinna sig i Stockholms skärgård.
Concord genomgick en större ombyggnad på Tuzla shipyard i Istanbul år 2010.